# Chinacla
Chinacla est une municipalité du Honduras, située dans le département de La Paz. La municipalité comprend 8 villages et 41 hameaux. Chinacla est fondée en 1869.

## Source de la traduction
- (es) Cet article est partiellement ou en totalité issu de l’article de Wikipédia en espagnol intitulé « Chinacla » (voir la liste des auteurs).